# Rudy Matthijs
Rudy Matthijs oder Rudy Matthys (* 3. März 1959 in Eeklo, Provinz Ostflandern) ist ein ehemaliger belgischer Radrennfahrer. Er war von 1981 bis 1988 Profi.

## Sportlicher Werdegang
Rudy Matthijs begann seine professionelle Laufbahn 1981 beim Team Fangio. Hier konnte er neben seinen Siegen einen zweiten Platz bei Omloop Vlaamse Scheldeboorden und den 17. Platz bei der Flandern-Rundfahrt belegen. Danach wechselte er zum Team Boule d’Or und wurde Zweiter beim Omloop van het Leiedal und Dritter bei Nokere Koerse. 1983 nahm er das erste Mal an der Tour de France teil und gewann dort seine erste Etappe bei der Tour de France, schied aber vorzeitig aus. Er wurde in diesem Jahr noch bei Omloop Het Volk Neunter, Siebter bei Dwars door Vlaanderen und beim Pfeil von Brabant Zweiter hinter Sieger Eddy Planckaert. Nach seinem Wechsel zum Team von Albert De Kimpe nahmen die Erfolge 1984 zu und Matthijs wurde außerdem Zweiter beim Dwars door Vlaanderen und Fünfter bei der Flandern-Rundfahrt. Sein stärkstes Jahr hatte Matthijs 1985 in dem ihm sieben Siege, darum drei Etappensiege bei der Tour de France. Sein Sieg auf der Schlussetappe nach Paris war der letzte Sieg eines Belgiers am belgischen Nationalfeiertag. In den folgenden Jahren konnte Matthijs keine Erfolge mehr feiern und beendete seine Karriere als Profi im Frühjahr 1988.

## Doping
1985 wurde Matthijs bei Mailand-Sanremo nach Auslosung zur Dopingkontrolle positiv getestet. Ein weiteres Mal wurde Matthijs 1986 beim Circuit de la Sarthe positiv getestet, nachdem er die Etappe für sich entschieden hatte.

## Erfolge
1981
- Omloop Schelde-Durme

1982
- Grand Prix de Fourmies
- Grote Prijs Jef Scherens

1983
- eine Etappe Tour de France
- Ronde van Limburg
- eine Etappe Luxemburg-Rundfahrt
- Leeuwse Pijl

1984
- Kampioenschap van Vlaanderen
- zwei Etappen Luxemburg-Rundfahrt
- eine Etappe 4 Jours de Dunkerque

1985
- drei Etappen Tour de France
- eine Etappe Tour de Suisse
- eine Etappe Aragon-Rundfahrt
- zwei Etappen 4 Jours de Dunkerque

## Grand-Tours-Platzierungen
| Grand Tour            | 1983 | 1984 | 1985 |
| --------------------- | ---- | ---- | ---- |
| Vuelta a EspañaVuelta | –    | –    | –    |
| Giro d’ItaliaGiro     | –    | –    | –    |
| Tour de FranceTour    | DNF  | DNF  | 135  |